# Championnat du monde de Formule 1 1972
Navigation
1971 1973
Le championnat du monde de Formule 1 1972 a été remporté par le Brésilien Emerson Fittipaldi sur une Lotus-Ford. Lotus remporte le championnat du monde des constructeurs.

## Règlement sportif
- L'attribution des points s'effectue selon le barème 9, 6, 4, 3, 2 , 1.
- Seuls les cinq meilleurs résultats des six premières manches et les cinq meilleurs résultats des six dernières manches sont retenus.

## Règlement technique
- Moteurs atmosphériques : 3 000 cm³
- Moteurs suralimentés : 1 500 cm3

## Pilotes et monoplaces
- Scuderia Ferrari: Jacky Ickx et Clay Regazzoni
- Tyrrell: Jackie Stewart et François Cevert
- Lotus: Emerson Fittipaldi et David Walker
- Brabham: Graham Hill et Carlos Reutemann
- McLaren: Denny Hulme et Peter Revson
- BRM: Jean-Pierre Beltoise et Reine Wisell
- March: Ronnie Peterson et Niki Lauda
- Matra: Chris Amon

Peu de changements majeurs par rapport à la saison précédente sinon le décès du pilote suisse Joseph Siffert, leader de l'écurie BRM décédé dans une épreuve hors-championnat fin 1971, et remplacé par le Français Jean-Pierre Beltoise qui a quitté Matra.
| Écurie                                                                                                  | Constructeur    | Châssis               | Moteur                     | Pneus | Pilotes              | Manches disputées |
| --- | --------------- | --------------------- | -------------------------- | ----- | -------------------- | ----------------- |
| Motor Racing Developments                                                                               | Brabham         | BT33 BT34 BT37        | Ford Cosworth DFV 3.0 V8   | G     | Graham Hill          | Toutes            |
| Motor Racing Developments                                                                               | Brabham         | BT33 BT34 BT37        | Ford Cosworth DFV 3.0 V8   | G     | Carlos Reutemann     | 1-2, 5-12         |
| Motor Racing Developments                                                                               | Brabham         | BT33 BT34 BT37        | Ford Cosworth DFV 3.0 V8   | G     | Wilson Fittipaldi    | 3-12              |
| Marlboro BRM                                                                                            | BRM             | P160B P153 P180 P160C | BRM P142 3.0 V12           | F     | Howden Ganley        | 1-6, 8-12         |
| Marlboro BRM                                                                                            | BRM             | P160B P153 P180 P160C | BRM P142 3.0 V12           | F     | Reine Wisell         | 1, 3-4, 6, 8, 10  |
| Marlboro BRM                                                                                            | BRM             | P160B P153 P180 P160C | BRM P142 3.0 V12           | F     | Peter Gethin         | 1-7, 9-12         |
| Marlboro BRM                                                                                            | BRM             | P160B P153 P180 P160C | BRM P142 3.0 V12           | F     | Alex Soler-Roig      | 1, 3              |
| Marlboro BRM                                                                                            | BRM             | P160B P153 P180 P160C | BRM P142 3.0 V12           | F     | Helmut Marko         | 1-2, 4-6          |
| Marlboro BRM                                                                                            | BRM             | P160B P153 P180 P160C | BRM P142 3.0 V12           | F     | Jean-Pierre Beltoise | 2-12              |
| Marlboro BRM                                                                                            | BRM             | P160B P153 P180 P160C | BRM P142 3.0 V12           | F     | Jackie Oliver        | 7                 |
| Marlboro BRM                                                                                            | BRM             | P160B P153 P180 P160C | BRM P142 3.0 V12           | F     | Bill Brack           | 11                |
| Scuderia Ferrari SpA SEFAC                                                                              | Ferrari         | 312 B2                | Ferrari 001/1 3.0 Flat-12  | F     | Jacky Ickx           | Toutes            |
| Scuderia Ferrari SpA SEFAC                                                                              | Ferrari         | 312 B2                | Ferrari 001/1 3.0 Flat-12  | F     | Clay Regazzoni       | 1-5, 8-12         |
| Scuderia Ferrari SpA SEFAC                                                                              | Ferrari         | 312 B2                | Ferrari 001/1 3.0 Flat-12  | F     | Mario Andretti       | 1-3, 10, 12       |
| Scuderia Ferrari SpA SEFAC                                                                              | Ferrari         | 312 B2                | Ferrari 001/1 3.0 Flat-12  | F     | Nanni Galli          | 6                 |
| Scuderia Ferrari SpA SEFAC                                                                              | Ferrari         | 312 B2                | Ferrari 001/1 3.0 Flat-12  | F     | Arturo Merzario      | 7-8               |
| John Player Team Lotus World Wide Racing                                                                | Lotus           | 72D                   | Ford Cosworth DFV 3.0 V8   | F     | Emerson Fittipaldi   | Toutes            |
| John Player Team Lotus World Wide Racing                                                                | Lotus           | 72D                   | Ford Cosworth DFV 3.0 V8   | F     | David Walker         | 1-9, 12           |
| John Player Team Lotus World Wide Racing                                                                | Lotus           | 72D                   | Ford Cosworth DFV 3.0 V8   | F     | Reine Wisell         | 11-12             |
| STP March Racing Team                                                                                   | March           | 721                   | Ford Cosworth DFV 3.0 V8   | G F   | Ronnie Peterson      | Toutes            |
| STP March Racing Team                                                                                   | March           | 721                   | Ford Cosworth DFV 3.0 V8   | G F   | Niki Lauda           | Toutes            |
| Équipe Matra Sports                                                                                     | Matra           | MS120C MS120D         | Matra MS72 3.0 V12         | G     | Chris Amon           | Toutes            |
| Yardley Team McLaren                                                                                    | McLaren         | M19A M19C             | Ford Cosworth DFV 3.0 V8   | G     | Denny Hulme          | Toutes            |
| Yardley Team McLaren                                                                                    | McLaren         | M19A M19C             | Ford Cosworth DFV 3.0 V8   | G     | Peter Revson         | 1-3, 5, 7, 10-12  |
| Yardley Team McLaren                                                                                    | McLaren         | M19A M19C             | Ford Cosworth DFV 3.0 V8   | G     | Brian Redman         | 4, 6, 8           |
| Yardley Team McLaren                                                                                    | McLaren         | M19A M19C             | Ford Cosworth DFV 3.0 V8   | G     | Jody Scheckter       | 12                |
| Brooke Bond Oxo Racing Team Surtees Ceramica Pagnossin Team Surtees Team Surtees Flame Out Team Surtees | Surtees         | TS9B TS14             | Ford Cosworth DFV 3.0 V8   | F     | Tim Schenken         | Toutes            |
| Brooke Bond Oxo Racing Team Surtees Ceramica Pagnossin Team Surtees Team Surtees Flame Out Team Surtees | Surtees         | TS9B TS14             | Ford Cosworth DFV 3.0 V8   | F     | Andrea de Adamich    | 1-3, 5-12         |
| Brooke Bond Oxo Racing Team Surtees Ceramica Pagnossin Team Surtees Team Surtees Flame Out Team Surtees | Surtees         | TS9B TS14             | Ford Cosworth DFV 3.0 V8   | F     | Mike Hailwood        | 2-10, 12          |
| Brooke Bond Oxo Racing Team Surtees Ceramica Pagnossin Team Surtees Team Surtees Flame Out Team Surtees | Surtees         | TS9B TS14             | Ford Cosworth DFV 3.0 V8   | F     | John Surtees         | 10, 12            |
| Elf Team Tyrrell                                                                                        | Tyrrell         | 003 002 004 005 006   | Ford Cosworth DFV 3.0 V8   | G     | Jackie Stewart       | 1-4, 6-12         |
| Elf Team Tyrrell                                                                                        | Tyrrell         | 003 002 004 005 006   | Ford Cosworth DFV 3.0 V8   | G     | François Cevert      | Toutes            |
| Elf Team Tyrrell                                                                                        | Tyrrell         | 003 002 004 005 006   | Ford Cosworth DFV 3.0 V8   | G     | Patrick Depailler    | 6, 12             |
| Team Williams Motul                                                                                     | March Politoys  | 711 721 FX3           | Ford Cosworth DFV 3.0 V8   | G     | Henri Pescarolo      | 1-12              |
| Team Williams Motul                                                                                     | March Politoys  | 711 721 FX3           | Ford Cosworth DFV 3.0 V8   | G     | José Carlos Pace     | 2-12              |
| Team Eifelland Caravans                                                                                 | Eifelland       | E21                   | Ford Cosworth DFV 3.0 V8   | G     | Rolf Stommelen       | 2-9               |
| Scuderia Scribante Lucky Strike Racing                                                                  | Lotus           | 72D                   | Ford Cosworth DFV 3.0 V8   | F     | Dave Charlton        | 2, 6-8            |
| Team Gunston                                                                                            | Surtees Brabham | TS9 BT33              | Ford Cosworth DFV 3.0 V8   | F     | John Love            | 2                 |
| Team Gunston                                                                                            | Surtees Brabham | TS9 BT33              | Ford Cosworth DFV 3.0 V8   | F     | William Ferguson     | 2                 |
| Clarke-Mordaunt-Guthrie Racing                                                                          | March Surtees   | 721G TS9B             | Ford Cosworth DFV 3.0 V8   | F     | Mike Beuttler        | 3-12              |
| Clarke-Mordaunt-Guthrie Racing                                                                          | March Surtees   | 721G TS9B             | Ford Cosworth DFV 3.0 V8   | F     | Andrea De Adamich    | 4                 |
| Martini Racing Team                                                                                     | Tecno           | PA123/3 PA123/4       | Tecno Series-P 3.0 Flat-12 | F     | Nanni Galli          | 5, 7, 9-10        |
| Martini Racing Team                                                                                     | Tecno           | PA123/3 PA123/4       | Tecno Series-P 3.0 Flat-12 | F     | Derek Bell           | 6, 8, 10-12       |
| Darnval Connew Racing Team                                                                              | Connew          | PC1                   | Ford Cosworth DFV 3.0 V8   | F     | François Migault     | 7, 9              |
| Gene Mason Racing                                                                                       | March           | 711                   | Ford Cosworth DFV 3.0 V8   | F     | Skip Barber          | 11-12             |
| Champcarr Inc.                                                                                          | Surtees         | TS9B                  | Ford Cosworth DFV 3.0 V8   | F     | Sam Posey            | 12                |

## Résumé du championnat du monde 1972
L'ouverture de la saison en Argentine est marquée par un coup de tonnerre avec la pole position surprise du local Carlos Reutemann dont c'est la première apparition en Formule 1. En course, la logique reprend ses droits et le champion du monde en titre Jackie Stewart s'impose facilement, Reutemann payant sous la canicule un choix de pneus trop audacieux.
De nouveau dominateur en Afrique du Sud, Stewart est contraint à l'abandon à la suite d'ennuis techniques et cède la victoire à la McLaren de Denny Hulme qui prend la tête du championnat du monde. Stewart ne sera guère plus heureux en Espagne où il est victime d'une sortie de piste en tentant de suivre le rythme de la Lotus de Fittipaldi qui revient à hauteur de Hulme au championnat.
À Monaco sous le déluge, Beltoise crée la sensation en survolant l'épreuve au volant de sa BRM. Exploitant parfaitement la progressivité de son moteur V12, il décroche sa première victoire en championnat du monde et s'impose avec une trentaine de secondes d'avance sur Ickx tandis que Fittipaldi (troisième à plus d'un tour) prend seul les commandes du championnat.
Au Grand Prix de Belgique en l'absence de Stewart victime d'un ulcère à l'estomac, Fittipaldi signe sa deuxième victoire de la saison et s'envole au classement général. Stewart se relance lors d'un Grand Prix de France marqué par la domination stérile d'Amon sur la Matra, victime d'une crevaison, en s'imposant devant Fittipaldi. Le Brésilien reprend ses distances en devançant d'un souffle Stewart à Brands Hatch. 
Rarement à la fête depuis le début de saison, les Ferrari se relancent avec un doublé Ickx-Regazzoni au Nürburgring, épreuve marquée par une nouvelle sortie de piste de Stewart qui ne profite pas de l'abandon de Fittipaldi. Le Brésilien conserve 16 points d'avance sur l'Écossais. Nouvelle désillusion pour Stewart à l'Österreichring où il perd pied après un début de course tonitruant et ne peut empêcher la victoire de Fittipaldi désormais proche du titre mondial, que le Brésilien s'offre de la plus belle des manières à Monza avec une cinquième victoire dans la saison (Stewart ayant renoncé dès le départ, sur panne d'embrayage). 
Sans enjeu, les deux dernières épreuves de la saison sont dominées pour l'honneur par Stewart.

## Grands Prix de la saison 1972
Respectivement prévus les 18 juin et 22 octobre, les Grands Prix des Pays-Bas, à Zolder, et du Mexique, à Mexico, sont annulés.
| no  | Date         | Grand Prix                    | Lieu           | Vainqueur            | Écurie       | Pole position      | Record du tour       | Résumé |
| --- | ------------ | ----------------------------- | -------------- | -------------------- | ------------ | ------------------ | -------------------- | ------ |
| 209 | 23 janvier   | Grand Prix d'Argentine        | Buenos Aires   | Jackie Stewart       | Tyrrell-Ford | Carlos Reutemann   | Jackie Stewart       | Résumé |
| 210 | 4 mars       | Grand Prix d'Afrique du Sud   | Kyalami        | Denny Hulme          | McLaren-Ford | Jackie Stewart     | Mike Hailwood        | Résumé |
| 211 | 1er mai      | Grand Prix d'Espagne          | Jarama         | Emerson Fittipaldi   | Lotus-Ford   | Jacky Ickx         | Jacky Ickx           | Résumé |
| 212 | 14 mai       | Grand Prix de Monaco          | Monaco         | Jean-Pierre Beltoise | BRM          | Emerson Fittipaldi | Jean-Pierre Beltoise | Résumé |
| 213 | 4 juin       | Grand Prix de Belgique        | Nivelles       | Emerson Fittipaldi   | Lotus-Ford   | Emerson Fittipaldi | Chris Amon           | Résumé |
| 214 | 2 juillet    | Grand Prix de France          | Charade        | Jackie Stewart       | Tyrrell-Ford | Chris Amon         | Chris Amon           | Résumé |
| 215 | 15 juillet   | Grand Prix de Grande-Bretagne | Brands Hatch   | Emerson Fittipaldi   | Lotus-Ford   | Jacky Ickx         | Jackie Stewart       | Résumé |
| 216 | 30 juillet   | Grand Prix d'Allemagne        | Nürburgring    | Jacky Ickx           | Ferrari      | Jacky Ickx         | Jacky Ickx           | Résumé |
| 217 | 13 août      | Grand Prix d'Autriche         | Österreichring | Emerson Fittipaldi   | Lotus-Ford   | Emerson Fittipaldi | Denny Hulme          | Résumé |
| 218 | 10 septembre | Grand Prix d'Italie           | Monza          | Emerson Fittipaldi   | Lotus-Ford   | Jacky Ickx         | Jacky Ickx           | Résumé |
| 219 | 24 septembre | Grand Prix du Canada          | Mosport        | Jackie Stewart       | Tyrrell-Ford | Peter Revson       | Jackie Stewart       | Résumé |
| 220 | 8 octobre    | Grand Prix des États-Unis     | Watkins Glen   | Jackie Stewart       | Tyrrell-Ford | Jackie Stewart     | Jackie Stewart       | Résumé |

| Date       | Grand Prix                                       | Lieu         | Vainqueur            | Écurie            | Pole position      | Record du tour     | Résumé |
| ---------- | ------------------------------------------------ | ------------ | -------------------- | ----------------- | ------------------ | ------------------ | ------ |
| 19 mars    | VII Race of Champions                            | Brands Hatch | Emerson Fittipaldi   | Lotus-Ford        | Emerson Fittipaldi | Emerson Fittipaldi | Résumé |
| 30 mars    | I Grande Prêmio do Brasil                        | Interlagos   | Carlos Reutemann     | Brabham-Ford      | Emerson Fittipaldi | Emerson Fittipaldi | Résumé |
| 23 avril   | XXIV GEN/Daily Express BRDC International Trophy | Silverstone  | Emerson Fittipaldi   | Lotus-Ford        | Emerson Fittipaldi | Mike Hailwood      | Résumé |
| 29 mai     | XIX international Gold Cup                       | Oulton Park  | Denny Hulme          | McLaren-Chevrolet | Peter Gethin       | Brian Redman       | Résumé |
| 18 juin    | Marlboro Gran Premio Republica Italiana          | Vallelunga   | Emerson Fittipaldi   | Lotus-Ford        | Emerson Fittipaldi | Emerson Fittipaldi | Résumé |
| 22 octobre | II Victory Race*                                 | Brands Hatch | Jean-Pierre Beltoise | BRM               | Emerson Fittipaldi | Emerson Fittipaldi | Résumé |

(* ou John Player Challenge Trophy)

## Classement des pilotes
| Classement | Pilote               | Points |
| ---------- | -------------------- | ------ |
| Champion   | Emerson Fittipaldi   | 61     |
| 2e         | Jackie Stewart       | 45     |
| 3e         | Denny Hulme          | 39     |
| 4e         | Jacky Ickx           | 27     |
| 5e         | Peter Revson         | 23     |
| 6e         | François Cevert      | 15     |
| 7e         | Clay Regazzoni       | 15     |
| 8e         | Mike Hailwood        | 13     |
| 9e         | Ronnie Peterson      | 12     |
| 10e        | Chris Amon           | 12     |
| 11e        | Jean-Pierre Beltoise | 9      |
| 12e        | Mario Andretti       | 4      |
| 13e        | Howden Ganley        | 4      |
| 14e        | Brian Redman         | 4      |
| 15e        | Graham Hill          | 4      |
| 16e        | Carlos Reutemann     | 3      |
| 17e        | Andrea De Adamich    | 3      |
| 18e        | José Carlos Pace     | 3      |
| 19e        | Tim Schenken         | 2      |
| 20e        | Arturo Merzario      | 1      |
| 21e        | Peter Gethin         | 1      |

## Classement des constructeurs
| Classement | Écurie        | Points |
| ---------- | ------------- | ------ |
| Champion   | Lotus-Ford    | 61     |
| 2e         | Tyrrell-Ford  | 51     |
| 3e         | McLaren-Ford  | 47     |
| 4e         | Ferrari       | 33     |
| 5e         | Surtees-Ford  | 18     |
| 6e         | March-Ford    | 15     |
| 7e         | BRM           | 14     |
| 8e         | Matra         | 12     |
| 9e         | Brabham-Ford  | 7      |
| 10e        | Tecno         | 0      |
| 11e        | Politoys-Ford | 0      |
| 12e        | Connew-Ford   | 0      |